# Summertree
Pour plus de détails, voir Fiche technique et Distribution.
Summertree est un film américain réalisé par Anthony Newley, sorti en 1971.

## Fiche technique
- Titre : Summertree
- Réalisation : Anthony Newley
- Scénario : Edward Hume et Stephen Yafa d'après une pièce de théâtre de Ron Cowen
- Musique : David Shire
- Photographie : Richard C. Glouner
- Montage : Maury Winetrobe
- Production : Kirk Douglas
- Société de production : Columbia Pictures et Bryna Productions
- Société de distribution : Columbia Pictures (États-Unis)
- Pays de production :  États-Unis
- Genre : Drame
- Durée : 88 minutes
- Date de sortie : 
  - États-Unis : 6 juin 1971

## Distribution
- Kirk Callaway : Marvis
- Barbara Bel Geddes : Ruth
- Michael Douglas : Jerry
- Jack Warden : Herb
- Brenda Vaccaro : Vanetta